# Посулля
Посу́лля — історична область України, що охоплює басейн річки Сула.
В широкому значенні слова — це найбільша частина Переяславського князівства в X–XIII ст.
У вужчому — адміністративно-територіальна одиниця в складі УНР

## Історія
Х століття нашої ери. Київська Русь. Князювання київського князя Володимира Великого. Щоб боронити рідну землю, свій народ від нападу кочівників, створювалися на той час на підступах до кордонів Русі оборонні пости, фортеці, обронні рубежі (часто природного характеру). За історичними матеріалами, у південно-східному напрямку від Київської держави існував на той час дуже зручний оборонний рубіж вздовж русла р. Сула, по лінії Лубно-Лукомль-Горошин. Цей рубіж був в основному природного характеру. В цих поселеннях на той час уже існували дерев'яні укріплення із мережею блок-постів, які розміщувалися в сторону нападу кочівників. Цей оборонний рубіж прийнято було називати Посульським. Цей рубіж був вигідним з військової точки зору природним укріпленням. По-перше, це глибока на той час р. Сула, яка впадала у велику та неприступну р. Дніпро, де в гирлі стояла горошинська фортеця. По-друге, неприступні і часто підступні для необачних посульські заплави (з великою кількістю островів), які протягувалися від гирла Сули і аж до містечка Лубно. По-третє, високий правий берег Сули давав можливість будувати дерев'яні укріплення — фортеці. Історія свідчить, що в усіх вищезгаданих містечках на той час уже були фортеці і мали свою залогу.
Кожна фортеця мала мережу блок-постів. На відстані 6 кілометрів від Лукомльської фортеці при виході із заплав в південну сторону, на місці сучасного поселення с. Худоліївка, на найвищому пагорбі, звідки добре було видно Лукомль, історія свідчить що був розташований блок-пост. Наступний розміщувався на Бурбівській горі. Це були сигнальні пости, де в разі небезпеки запалювалося велике вогнище, що давало можливість залозі фортеці підготуватися до відсічі ворогів та час на виклик підмоги де найменша необачність, безвідповідальність коштувала життя як сторожовим на блок-постах, то так і самій залозі фортеці, а надалі і несла небезпеку для всієї держави.
В цих краях Володимир Мономах здобув перемогу над половцями (1103,1110 р.). Після князювання Володимира Мономаха Київська Русь почала занепадати. Точилися міжусобні війни, не об'єднання всіх князівств на той час призвели до того, що в 12-13 століттях монголо-татарські орди, зокрема хана Батия (1239 р) знищили оборонну лінію із тодішніми поселеннями. В історії згадка про Посулля з'являється тільки в 15-16 століттях за часів володарювання Речі Посполитої.